# خون‌فام
خون‌فام (نام علمی: Lythrum salicaria) نام یک گونه از سرده خون‌فام (سرده) است. سرشاخه‌های گل‌دار این گیاه مصرف دارویی دارند.
این گیاه در جنوب غرب و مرکز آسیا، سیبری، شمال آفریقا، شمال امریکا و استرالیا می‌روید و در ایران این گونه رطوبت‌پسند و پایابی عموما در کنار جویبارها، برکه‌ها و دریاچه‌های کم‌عمق،  می‌روید.

## شرح
خون‌فام گیاه علفی چندساله‌ای است با ساقه.ای محکم و ایستاده، که این ساقه‌های چهارگوش، در بخش فوقانی منشعب می‌شوند. 
ارتفاع گیاه بین ۵۰-۱۵۰ سانتیمتر است و عموما در مناطق مرطوب و اغلب به صورت پایابی می‌روید. یک گیاه بالغ دارای ریشه توپی است که ۵۰-۳۰ ساقه از آن می‌روید و پهنایی تا ۱۵۰ سانتیمتر را در بر می‌گیرد.
برگ‌های پایینی متقابل و برگ‌های بالایی متناوب است. برگ‌ها بدون دمبرگ است و شکلی سرنیزه‌ای با نوک‌تیز دارد.
گل‌ها ۲-۱ سانتیمتر قطر دارند و به صورت متراکم در گل‌آذین گرزن سنبله‌مانند شکوفا می شوند هر گل شش گلبرگ دارد و رنگ گلبرگ‌ها ارغوانی-بنفش است. پرچم‌ها ۱۲تایی است و در بخشی یا تماما از جام گل بیرون زده است.

## خواص درمانی
گیاه دارویی خون‌فام در کاهش کلسترول خون، گلوکز و تری‌گلسیرید تاثیرگذار است. جوشانده این گیاه دارویی برای درمان اسهال و اسهال خونی مصرف می‌شود. خون‌فام همچنین قابض، بندآورنده خون، گندزدا و آنتی‌بیوتیک است. در استعمال خارج این گیاه دارویی به صورت مایع یا ضماد برای التیام زخم‌ها، زخم‌های پا و اگزما بکار می رود. گیاه را میتوان برای درمان قاعدگی سنگین و خونریزی بین دوران قاعدگی بکار برد و برای مداوای تخلیه زیادی دستگاه تناسلی زنان و خارش آن استفاده می‌شود.